# مخالفت با جنگ عراق

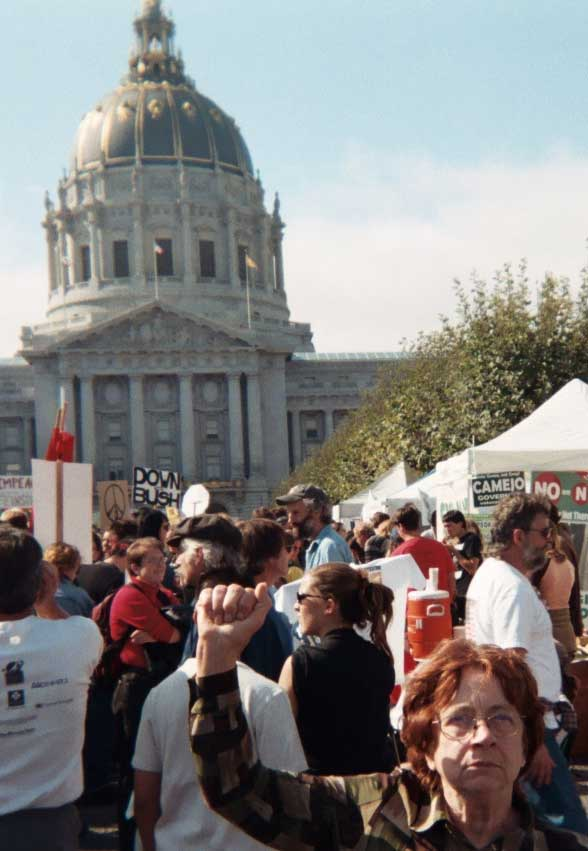
زنی در سانفرانسیسکو مشت خود را بالا می‌گیرد، در حالی که مردم در بیش از ۶۰ کشور در ۱۵ فوریه ۲۰۰۳ در مخالفت با حمله قریب‌الوقوع به عراق به خیابان‌ها آمدند.

مخالفت قابل توجهی با جنگ عراق در سرتاسر جهان، هم قبل و هم در طول تهاجم اولیه ائتلاف به رهبری ایالات متحده به عراق در سال۲۰۰۳ و در طول اشغال بعدی، رخ داد. افراد و گروه‌های مخالف جنگ شامل دولت‌های بسیاری از ملت‌ها می‌شوند که در تهاجم شرکت نکردند. و بخش قابل توجهی ازمردم در آنهایی که انجام دادند.
دلایل مخالفت شامل این باور است که جنگ طبق منشور سازمان ملل غیرقانونی است، یا به بی‌ثباتی در داخل عراق و خاورمیانه کمک می‌کند.منتقدان همچنین اعتبار اهداف اعلام شده جنگ، مانند ارتباط احتمالی بین دولت بعثی کشور و حملات ۱۱سپتامبر به ایالات متحده و در اختیار داشتن سلاح‌های کشتار جمعی که توسط جعلیات اورانیوم نیجر «تأیید شده» است، زیر سؤال برده‌اند. مورد دوم توسط ایالات متحده در طول دوره پیش از جنگ ادعا شد، اما از آن زمان تاکنون چنین سلاحی پیدا نشده‌است.
در داخل ایالات متحده، نظرات عمومی در مورد جنگ به‌طور قابل توجهی با زمان متفاوت بوده‌است. اگرچه در ماه‌های قبل از حمله مخالفت قابل توجهی با این ایده وجود داشت، نظرسنجی‌های انجام شده در طول حمله نشان داد که اکثریت شهروندان ایالات متحده از اقدام دولت خود حمایت کردند.با این حال، افکار عمومی تا سال۲۰۰۴ بسمت اکثریتی تغییر یافت که معتقد بودند این تهاجم یک اشتباه بود. و از آن زمان تاکنون بهمین شکل باقی مانده‌است. همچنین انتقادات قابل توجهی از جنگ از سوی سیاستمداران ایالات متحده صورت گرفته‌است و امنیت ملی و پرسنل نظامی، از جمله ژنرال‌ها که درجنگ خدمت کرده‌اند و از آن زمان علیه مدیریت آن صحبت کرده‌اند.
در سراسر جهان، جنگ و اشغال به‌طور رسمی توسط ۵۴کشور و سران بسیاری از ادیان اصلی محکوم شده‌است. احساس ضد جنگ مردمی در اینها قوی است و سایر کشورها، از جمله متحدان ایالات متحده در درگیری، و بسیاری از آنها اعتراضات عظیمی را تجربه کرده‌اند که در مجموع میلیونها شرکت کننده داشته‌است.

## مخالفت‌های اولیه
مخالفت با جنگ به وضوح خود را در مجموعه ای از اعتراضات جهانی علیه جنگ عراق در فوریه۲۰۰۳، درست قبل از حمله به عراق در ۲۰ مارس۲۰۰۳ نشان داد. نوام چامسکی گفت:
نتایج نظرسنجی موجود از گالوپ اینترنشنال و همچنین منابع محلی برای اکثر اروپا، غرب و شرق، نشان داد که حمایت از جنگی که «به‌طور یکجانبه توسط آمریکا و متحدانش» انجام شد، در هیچ کشوری از ۱۱درصد بالاتر نرفت. حمایت از جنگ در صورت دستور سازمان ملل از ۱۳درصد (اسپانیا) تا ۵۱درصد (هلند) متغیر بود.

## دلایل مخالفت

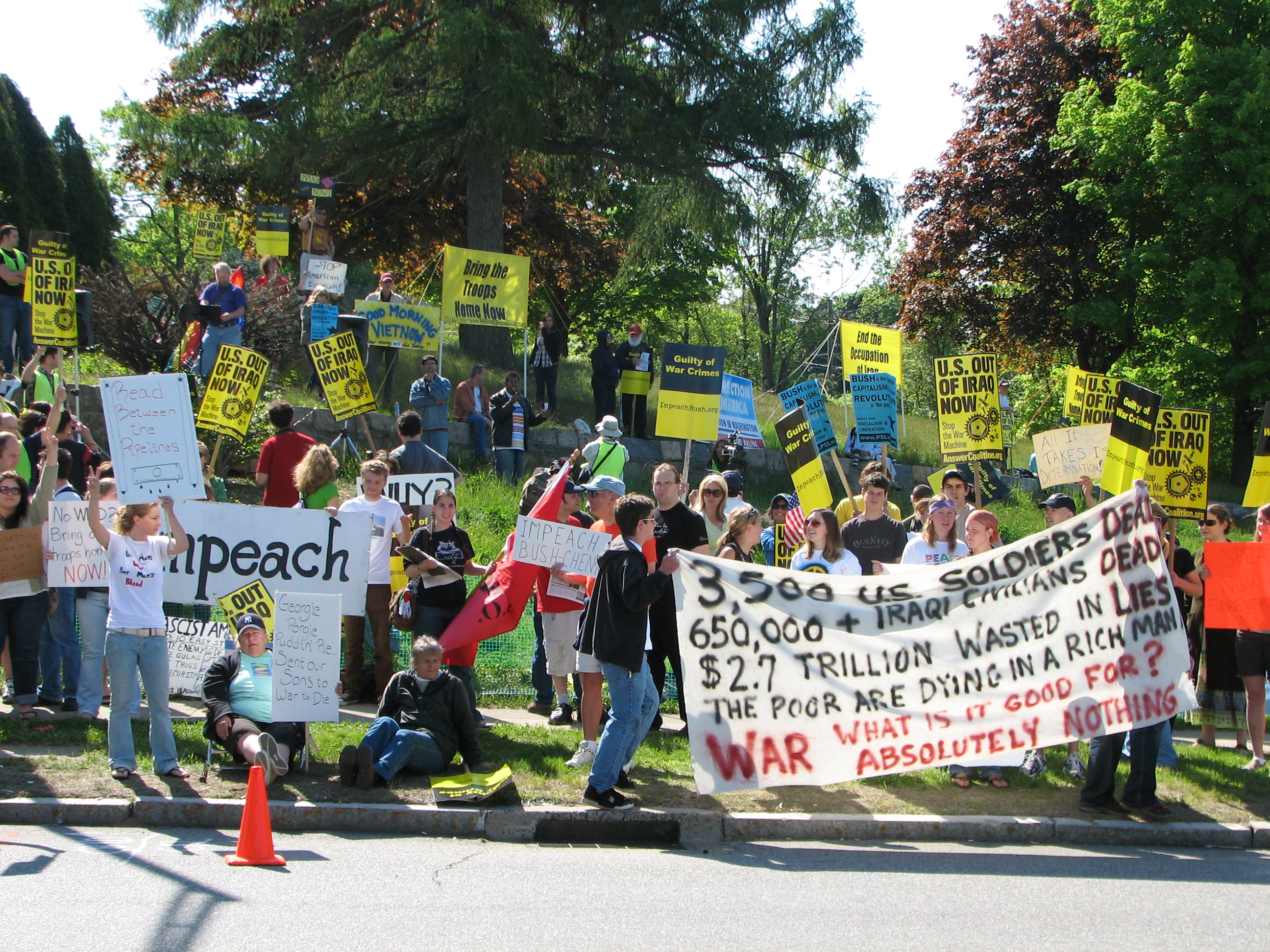
اعتراض علیه جنگ عراق در نیو لندن، کانکتیکات در ۲۳ می ۲۰۰۷

منتقدان تهاجم ادعا کردند که این تهاجم منجر بخسارات جانبی بکشته شدن هزاران غیرنظامی و سرباز عراقی و همچنین سربازان ائتلاف خواهد شد و علاوه بر این بصلح و ثبات در سراسر منطقه و جهان لطمه خواهد زد.
یکی دیگر از دلایلی که اغلب بیان شده برای مخالفت، مفهوم وستفالیایی است که دولت‌های خارجی هرگز نباید حق مداخله در امور داخلی یک کشور مستقل دیگر (از جمله تروریسم یا هر امر غیر بین‌المللی دیگر) را داشته باشند. جورجیو آگامبن، فیلسوف ایتالیایی نیزنقدی برمنطق جنگ پیشگیرانه ارائه کرده‌است.
برخی دیگر حق محدودی برای مداخله نظامی در کشورهای خارجی را پذیرفتند، اما با این وجود با تهاجم مخالفت کردند زیرا این تهاجم بدون تأیید سازمان ملل انجام شده و از این رو نقض قوانین بین‌المللی است.بر اساس این موضع، پایبندی ایالات متحده و سایر قدرت‌های بزرگ بمنشور سازمان ملل متحد و سایر معاهدات بین‌المللی یک الزام قانونی است. اعمال قدرت نظامی برخلاف منشور ملل متحد، حاکمیت قانون را تضعیف می‌کند و در مقیاس بین‌المللی هوشیاری غیرقانونی است.
همچنین نسبت به ادعاهای ایالات متحده مبنی بر اینکه دولت سکولار عراق هر گونه ارتباطی با القاعده، گروه تروریستی بنیادگرای اسلامی، مسئول حملات ۱۱سپتامبر ۲۰۰۱ به مرکز تجارت جهانی و پنتاگون دارد، تردید وجود داشت.
برخی ابراز تعجب کردند که ایالات متحده اقدام نظامی علیه عراق را در نظر خواهد گرفت و نه علیه کره شمالی، که ادعا می‌کرد قبلاً دارای سلاح هسته ای است و اعلام کرده بود که مایل است به جنگ با ایالات متحده فکر کند. این انتقاد زمانی شدت گرفت که کره شمالی در ۹ اکتبر۲۰۰۶ یک آزمایش تسلیحات هسته ای انجام داد.
همچنین انتقاداتی از سیاست ائتلاف توسط کسانی وجود داشت که معتقد نبودند اقدامات نظامی به مبارزه با تروریسم کمک می‌کند، و برخی معتقد بودند که در واقع به تلاشهای عضوگیری القاعده کمک می‌کند. دیگران بر این باور بودند که جنگ و دوره بلافاصله پس از جنگ منجر به افزایش شدید خطر سقوط سلاح‌های کشتار جمعی بدست افراد نادرست (از جمله القاعده) می‌شود.
چه در داخل و چه در خارج از ایالات متحده، برخی استدلال کردند که منطق دولت بوش برای جنگ، بدست آوردن کنترل بر منابع طبیعی عراق (عمدتاً نفت) بود. این منتقدان احساس کردند که جنگ بکاهش خطر گسترش سلاح‌های کشتار جمعی کمکی نمی‌کند و دلیل واقعی جنگ حفظ کنترل بر میادین نفتی عراق در زمانی بود که ارتباط ایالات متحده با عربستان سعودی در خطر بود. «نه خون برای نفت» یک فریاد اعتراضی مردمی قبل از تهاجم در مارس۲۰۰۳ بود. مقامات دولتی این اتهامات را رد کردند، و محقق جف کولگان می‌نویسد که «هنوز هیچ اتفاق نظری در مورد میزان نقش نفت» در جنگ عراق وجود ندارد.
برخی از مخالفان جنگ نیز معتقد بودند که هیچ سلاح کشتار جمعی در عراق وجود نخواهد داشت و بنابراین دلیل کمی برای تهاجم وجود دارد. یکی از برجسته‌ترین آنها اسکات ریتر، افسر سابق اطلاعات نظامی ایالات متحده وسپس بازرس تسلیحات سازمان ملل متحد درعراق بود، که در سال۱۹۹۸ آنقدر نسبت به عراق بداخلاق بود که سناتور آمریکایی جو بایدن به او هشدار داد: "تصمیم در مورد اینکه آیا. کشوری که باید وارد جنگ شود کمی بالاتر از سطح دستمزد شماست یا نه؟." تحقیقات پس از تهاجم نتوانست شواهدی ازسلاح‌های کشتار جمعی درعراق بدست آورد (بغیر از تعداد بسیار کمی گلوله‌های تخریب شده تسلیحات شیمیایی که پس از پایان جنگ ایران و عراق در سال۱۹۸۸ واقع شده بودند). با اینحال، به‌طور کلی، تعداد بسیار کمی از مخالفان تهاجم بعراق به‌طور علنی در مورد اینکه آیا رژیم صدام حسین دارای سلاح‌های کشتار جمعی است یاخیر ابراز تردید کردند.
در طول اشغال، برخی از مخالفان، رئیس‌جمهور بوش را به بی‌تفاوتی نسبت به رنج ناشی از تهاجم متهم کردند. به عنوان مثال، در سال ۲۰۰۶ او عقیده داشت که وقتی تاریخ عراق نوشته می‌شود، این دوره «فقط یک کاما به نظر می‌رسد» و انتقادهایی را برانگیخت که او کشته شدن بیش از ۲۷۰۰ سرباز آمریکایی را بی‌اهمیت تلقی کرد.

## مخالفت در ایالات متحده

### اپوزیسیون مردمی

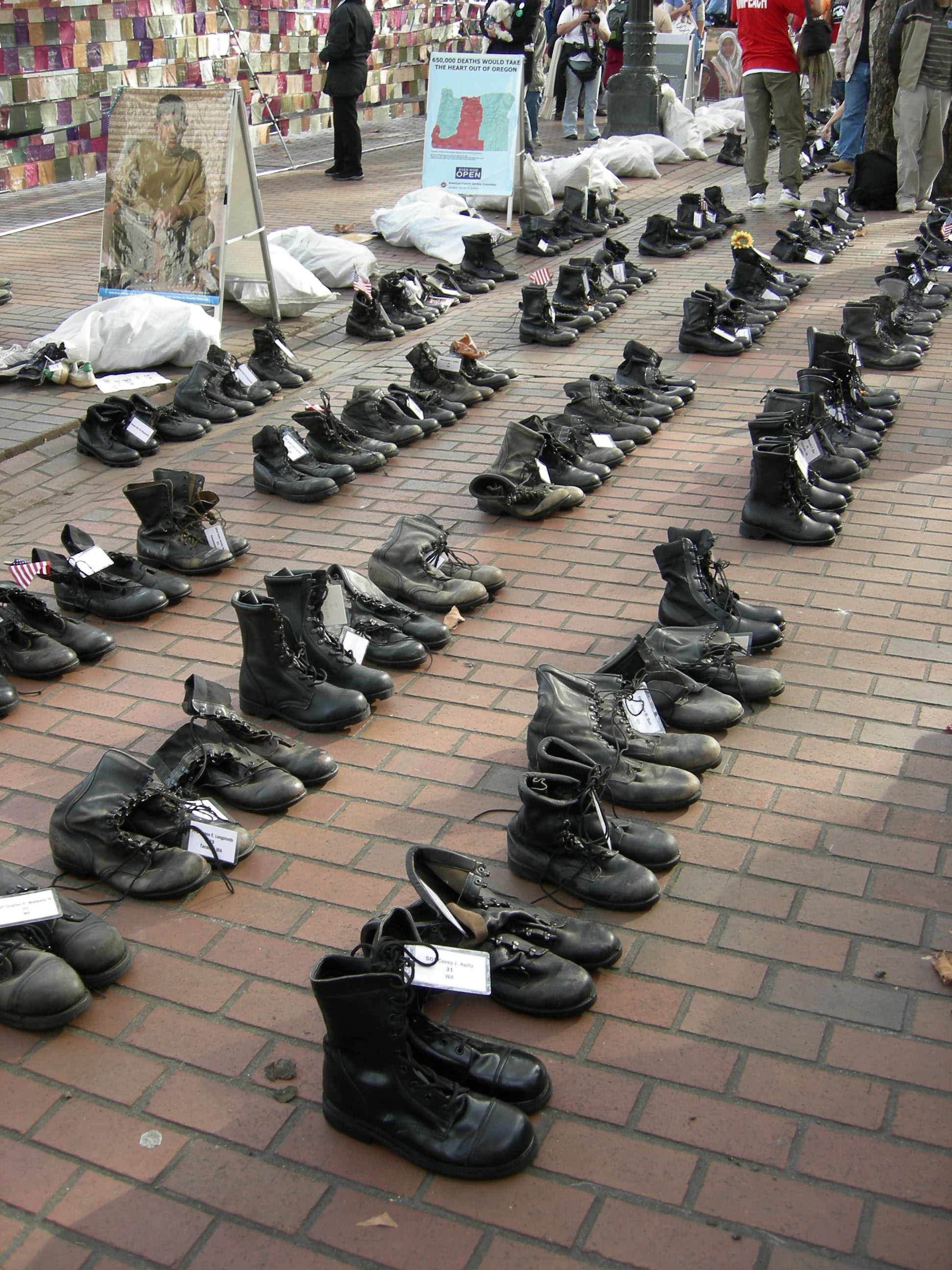
چکمه‌های رزمی که به یاد کشته شدگان جنگ ارتش ایالات متحده به عنوان بخشی از تظاهرات ضد جنگ چیده شده‌است (سیاتل، ۲۰۰۷).

جنگ عراق با مخالفت مردمی قابل توجهی در ایالات متحده مواجه شد، که در مراحل برنامه‌ریزی آغاز شد و تا اشغال بعدی عراق ادامه یافت. ماه‌های منتهی بجنگ شاهد تظاهرات‌هایی در سراسر ایالات متحده بود که بزرگ‌ترین آنها در ۱۵ فوریه۲۰۰۳ با حدود۳۰۰۰۰۰ تا ۴۰۰۰۰۰معترض در شهر نیویورک برگزار شد و تعداد کمتری در سیاتل، سانفرانسیسکو، شیکاگو و غیره تظاهرات کردند.
مطابق با احساسات ضد جنگ اعتراضات، در ماه‌های منتهی به جنگ عراق، افکار عمومی آمریکا بشدت از راه حل دیپلماتیک بجای مداخله نظامی فوری حمایت می‌کردند. نظرسنجی سی‌بی‌اس نیوز/نیویورک تایمز در ژانویه۲۰۰۳ نشان داد که ۶۳درصد از آمریکایی‌ها می‌خواهند پرزیدنت بوش راه‌حلی دیپلماتیک برای وضعیت عراق بیابد، در حالی که ۳۱ درصد طرفدار مداخله نظامی فوری بودند. این نظرسنجی همچنین نشان داد که اگر دیپلماسی شکست بخورد، حمایت از اقدام نظامی برای برکناری صدام حسین بیش از ۶۰ درصد است.
چند روز قبل از تهاجم ۲۰مارس، نظرسنجی یو اس ای تودی/سی ان ان / گالوپ نشان داد که حمایت از جنگ به تأیید سازمان ملل مربوط می‌شود. نزدیک به شش نفر از هر ۱۰ نفر گفتند که برای چنین تهاجمی «در یکی دو هفته آینده» آماده هستند. اما اگر در ابتدا حمایت سازمان ملل صورت نگرفت، این حمایت کاهش یافت. اگر قرار بود شورای امنیت سازمان ملل قطعنامه ای را که راه را برای اقدام نظامی هموار می‌کند رد کند، تنها ۵۴ درصد آمریکایی‌ها طرفدار حمله آمریکا بودند. و اگر دولت بوش به دنبال رأی نهایی شورای امنیت نبود، حمایت از جنگ به ۴۷ درصد کاهش می‌یافت.
بلافاصله پس از تهاجم سال ۲۰۰۳، اکثر نظرسنجی‌ها در ایالات متحده نشان داد که اکثریت قابل توجهی از آمریکایی‌ها از جنگ حمایت می‌کنند. در نظرسنجی گالوپ در مارس ۲۰۰۳، یک روز پس از تهاجم، ۷۶درصد از آمریکایی‌ها از اقدام نظامی علیه عراق حمایت کردند، اما این روند کمتر از یک سال پس از شروع جنگ شروع به تغییر کرد. از دسامبر ۲۰۰۴، نظرسنجی‌ها به‌طور مداوم نشان می‌دهد که اکثریت فکر می‌کنند تهاجم یک اشتباه بوده‌است. از سال ۲۰۰۶، نظرها در مورد آنچه که ایالات متحده باید در عراق انجام دهد، تقسیم شده‌است، با اکثریت جزئی عموماً موافق تعیین جدول زمانی برای خروج، اما مخالف خروج فوری هستند. با این حال، در این زمینه پاسخ‌ها به‌طور گسترده‌ای با عبارت دقیق سؤال متفاوت است.
از زمان حمله به عراق، یکی از بارزترین رهبران مخالفان مردمی در ایالات متحده، سیندی شیهان، مادر کیسی شیهان، سرباز کشته شده در عراق بوده‌است. نقش شیهان به عنوان یک رهبر ضد جنگ با اردو زدن او در نزدیکی مزرعه پرزیدنت بوش در کرافورد، تگزاس آغاز شد و با یک تور سراسری و سفر به اروپا و آمریکای جنوبی ادامه یافت.

### مخالفت نیروهای امنیت ملی و نظامی

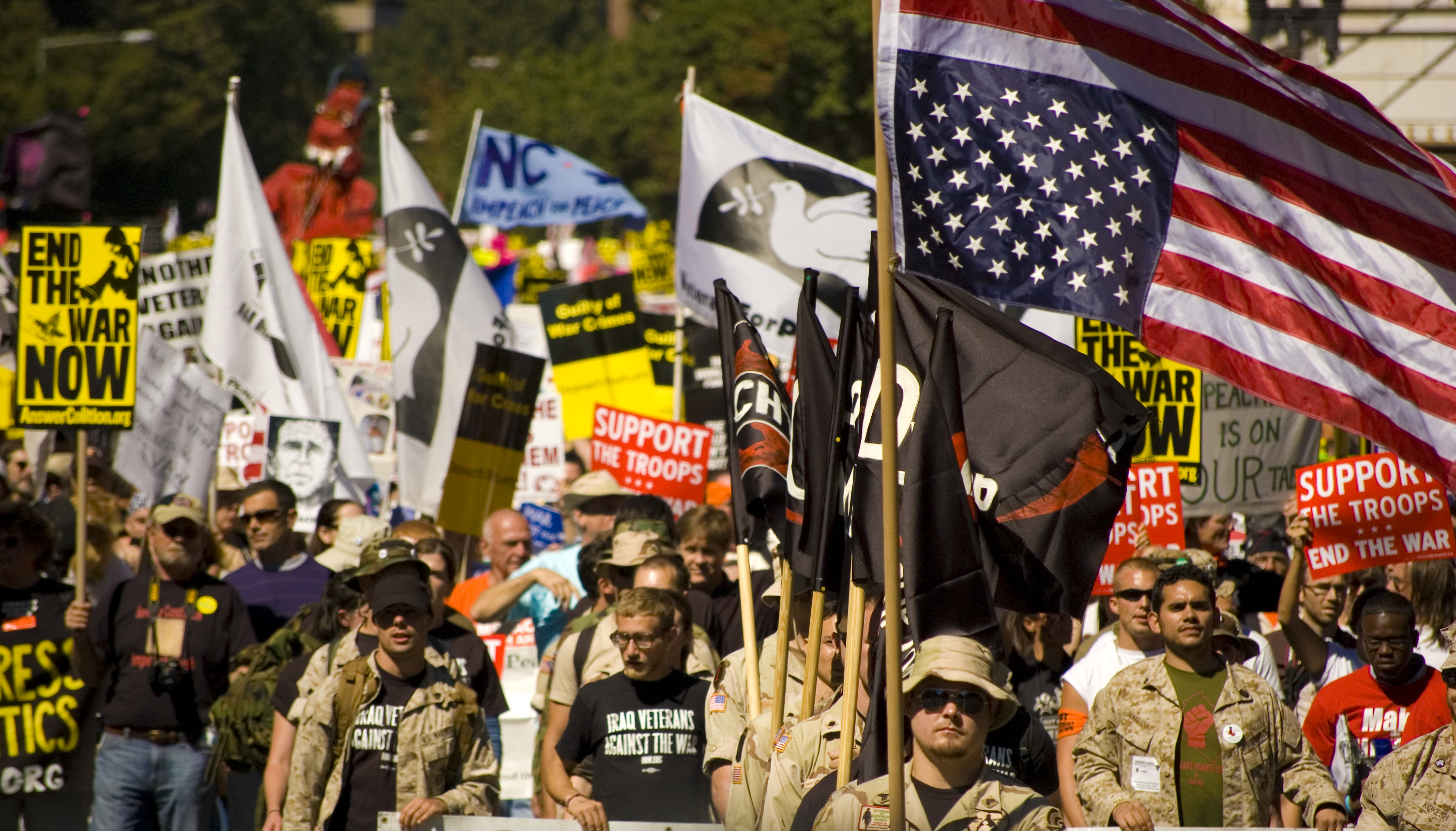
تظاهرات کهنه سربازان عراقی در برابر جنگ در واشینگتن دی سی در ۱۵ سپتامبر ۲۰۰۷.پرچم ایالات متحده به صورت وارونه نمایش داده می‌شود که در زیر کد پرچم یک سیگنال پریشانی است.

چندتن ازاعضای برجسته جوامع نظامی و امنیت ملی، بویژه آنهایی که طرفدار رویکرد واقع گرایانه تر بروابط بین‌الملل هستند، هم از تصمیم حمله به عراق و هم به تعقیب قضایی جنگ انتقاد کرده‌اند.
در ۲۸ ژوئیه ۲۰۰۲، کمتر از هشت ماه قبل از حمله به عراق،واشینگتن پست گزارش داد که «بسیاری از افسران ارشد نظامی ایالات متحده» از جمله اعضای ستاد مشترک ارتش به این دلیل که سیاست مهار کارآمد است، با تهاجم مخالفت کردند.
چند روز بعد ژنرال جوزف پی. هار (متعهد) به کمیته روابط خارجی سنا هشدار داد که تهاجم خطرناک و شاید غیرضروری است.
مورتون هالپرین، کارشناس سیاست خارجی در شورای روابط خارجی و مرکز پیشرفت آمریکا هشدار داد که تهاجم تهدید تروریستی را افزایش می‌دهد.

در کتابی در سال ۲۰۰۲،اسکات ریتر، بازرس تسلیحات هسته‌ای در عراق از سال ۱۹۹۱ تا ۱۹۹۸، علیه تهاجم بحث کرد و در مورد ادعاهای دولت بوش مبنی بر اینکه صدام حسین دارای قابلیت کشتار جمعی است، ابراز تردید کرد. او بعداً دولت بوش را به گمراه کردن عمدی مردم متهم کرد.
من فکر می‌کنم [دولت بوش] اعلام کرده‌است که عراق سلاح‌های کشتار جمعی دارد، و این به همان سادگی است که آنها می‌خواهند آن را حفظ کنند. آن‌ها نمی‌خواهند وارد چیزهای ناخوشایند شوند، مثلاً اگر یک موشک اسکاد را دفن کنید تا از شناسایی پنهان کنید، یک چیز کوچک به نام خوردگی وجود دارد. سوخت را کجا پنهان می‌کنید، چگونه این مواد را درست می‌کنید، چگونه آن را هم‌تراز می‌کنید؛ زیرا وقتی آن را جدا می‌کنید، فرآیندی به نام تراز مجدد وجود دارد. یک کارخانه در آن دخیل است. و سپس باید راه اندازی آن را آزمایش کنید تا مطمئن شوید که تراز کار می‌کند، و این قابل تشخیص است، و آنها این کار را انجام نداده‌اند. چیزهای عقل سلیم زیادی وجود دارد که به این موضوع توجه می‌کند که آیا عراق دارای قابلیت عملیاتی سلاح‌های کشتار جمعی است یا خیر.
برنت اسکوکرافت که به عنوان مشاور امنیت ملی رئیس‌جمهور جورج اچ دبلیو بوش خدمت می‌کرد،منتقد اولیه بود. او سرمقاله ای در ۱۵ اوت ۲۰۰۲ در وال استریت ژورنال با عنوان «به صدام حمله نکنید» نوشت و استدلال کرد که جنگ از مبارزه گسترده‌تر علیه تروریسم و درگیری اسرائیل و فلسطین که باید بالاترین اولویت ایالات متحده در جنگ خاورمیانه باشد، منحرف می‌شود. ماه بعد، ژنرال هیو شلتون، رئیس سابق ستاد مشترک ارتش، موافقت کرد که جنگ در عراق تمرکز را از جنگ علیه تروریسم منحرف می‌کند.
ژنرال بازنشسته تفنگداران دریایی آنتونی زینی، رئیس سابق فرماندهی مرکزی نیروهای ایالات متحده در خاورمیانه و فرستاده وزارت امور خارجه به مناقشه فلسطین و اسرائیل، بسیاری از نگرانی‌های اسکوکرافت را در سخنرانی اکتبر۲۰۰۲ در مؤسسه خاورمیانه تکرار کرد. در مصاحبه بعدی با سلان، زینی گفت که متقاعد نشده‌است که اکنون باید این کار را انجام دهیم، با این استدلال که خلع صدام حسین تنها ششمین یا هفتمین اولویت اصلی در خاورمیانه است، پس از روند صلح خاورمیانه، اصلاحات ایران، تعهدات ما در افغانستان و چندین مورد دیگر.
در ۱۹ ژانویه ۲۰۰۳، مجله تایم گزارش داد که «از هر ۳افسر ارشد، ۱ نفر حکمت جنگ پیشگیرانه با عراق را زیر سوال می‌برد.»
در ۱۳ فوریه ۲۰۰۳، سفیر جوزف ویلسون، کاردار سابق در بغداد، از خدمات خارجی استعفا داد و علناً نیاز به جنگ دیگری در عراق را زیر سؤال برد. پس از شروع جنگ، او سرمقاله ای در نیویورک تایمز با عنوان آنچه در آفریقا پیدا نکردم نوشت که ادعا می‌کرد ادعای دولت بوش مبنی بر تلاش عراق برای تهیه اورانیوم از نیجر را بی‌اعتبار می‌کند.
جان بردی کیزلینگ، یک دیپلمات حرفه ای دیگر با ملاحظات مشابه، در نامه ای عمومی در نیویورک تایمز در فوریه استعفا داد. در ۱۰ مارس توسط جان اچ. براون، دیپلمات حرفه ای با ۲۲ سال خدمت، و در ۱۹ مارس توسط مری آن رایت، یک دیپلمات با ۱۵ سال خدمت در وزارت امور خارجه پس از یک حرفه نظامی ۲۹ساله بجای او منصوب شدند. جنگ از روز بعد شروع شد.
سرهنگ دوم کارن کویاتکوفسکی افسر میز سیاسی/نظامی در دفتر وزارت دفاع برای آسیای جنوب شرقی نزدیک (NESA) در ماه‌های قبل از جنگ بود. در دسامبر۲۰۰۳، او شروع به نوشتن یک ستون ناشناس کرد که تأثیر مختل کننده دفتر برنامه‌های ویژه را بر تحلیل‌هایی که منجر به تصمیم به جنگ شد، توصیف کرد.
در ۱۶ ژوئن۲۰۰۴ بیست و هفت دیپلمات وفرمانده نظامی ارشد سابق ایالات متحده به نام دیپلمات‌ها و فرماندهان نظامی برای تغییر بیانیه ای علیه جنگ صادر کردند این گروه شامل:
- ویلیام جی کرو، رئیس ستاد مشترک ارتش تحت ریاست جمهوری رونالد ریگان
- جوزف هور، فرمانده سابق نیروهای آمریکایی در خاورمیانه
- اچ. آلن هلمز، دستیار سابق وزیر دفاع در امور عملیات ویژه
- دونالد مک‌هنری، سفیر سابق در سازمان ملل
- مریل مک پیک، رئیس سابق ستاد نیروی هوایی
- جک اف. متلاک جونیور، عضو شورای امنیت ملی در زمان ریگان و سفیر سابق در اتحاد جماهیر شوروی
- جان راینهارت، مدیر سابق آژانس اطلاعات ایالات متحده
- رونالد اسپایرز معاون دبیرکل سازمان ملل متحد در امور سیاسی و سفیر سابق
- استنسفیلد ترنر، مدیر سابق سازمان اطلاعات مرکزی آمریکا

ریچارد کلارک، مشاور ارشد سابق مبارزه با تروریسم در شورای امنیت ملی، هم در بخش دوم دولت کلینتون و هم در اوایل دولت جورج دبلیو بوش، در کتاب خود در سال۲۰۰۴ علیه همه دشمنان و در دوران او جنگ عراق را در همین راستا مورد انتقاد قرار داد. شهادت او در برابر کمیسیون ۱۱ سپتامبر. علاوه بر انحراف بودجه از مبارزه با القاعده، کلارک استدلال کرد که حمله به عراق در واقع تلاش‌های اسامه بن لادن و سایر رادیکال‌های اسلامی را تقویت می‌کند، که مدت‌ها پیش‌بینی کرده بودند که ایالات متحده قصد دارد به خاورمیانه نفت‌خیز حمله کند. کشور.
استدلال‌های مشابهی در مصاحبه می 2004 و مقاله ای در اوت ۲۰۰۵ توسط سپهبد ویلیام اودوم، مدیر سابق آژانس امنیت ملی ارائه شد.
در آوریل ۲۰۰۶، شش ژنرال بازنشسته برجسته به‌طور علنی از مدیریت دونالد رامسفلد وزیر دفاع در جنگ انتقاد کردند و خواهان استعفای او شدند. این گروه شامل دو ژنرال بود که فرماندهی نیروها در عراق را بر عهده داشتند: سرگرد. ژنرال چارلز اچ. سوانک، جونیور (بازنشسته) و سرگرد. ژنرال جان باتیست. یکی از ژنرال‌ها، ستوان. ژنرال گرگ نیوبولد که در ماه‌های منتهی به حمله به عنوان افسر ارشد عملیات پنتاگون خدمت می‌کرد، همچنین در آن ماه مقاله‌ای با عنوان «چرا عراق یک اشتباه بود» در مجله تایم منتشر کرد.
در ۱۲ سپتامبر ۲۰۰۷، دو ژنرال بازنشسته ارتش ایالات متحده، سپهبد. رابرت گارد و بریگ ژنرال جان جانز، به سناتور سابق پیوست. گری هارت با انتشار بیانیه ای خواستار خروج از عراق شد. رابرت گارد عضو ارشد نظامی در مرکز کنترل تسلیحات و عدم اشاعه است، جان جانز در هیئت مدیره شورای جهانی زیست پذیر است و گری هارت رئیس شورا است.
در اکتبر۲۰۰۷، ژنرال سپهبد ریکاردو سانچز، فرمانده سابق نیروهای ائتلاف در عراق، افزایش سال۲۰۰۷ را یک «استراتژی معیوب» خواند و پیشنهاد کرد که اگر رهبری سیاسی در ایالات متحده به دلیل اقدامات خود محاکمه می‌شدند. پرسنل نظامی

### مخالفت سربازان
چندین نفر از کشتی (مانند پابلو پاردس، و ستوان اول ارن واتادا) یا انجام مأموریت‌ها (مثلاً ۳۴۳ کوارترمستر) امتناع کرده‌اند. بلافاصله پس از شروع جنگ، ۶۷درصد از سربازان آمریکایی مورد بررسی در عراق به روزنامه ستارز آند سترایبس گفتند که تهاجم ارزشمند بود، اگرچه نیمی از آنها روحیه واحدهای خود را «ضعیف» توصیف کردند. یک نظرسنجی زوگبی در مارس ۲۰۰۶ نشان داد که ۷۲ درصد از سربازان آمریکایی در عراق گفتند که جنگ باید ظرف یک سال پایان یابد و یک چهارم گفتند که همه نیروها باید فوراً خارج شوند.
سربازان کهنه عراقی در برابر جنگ (IVAW) در سال۲۰۰۴ برای کمک به شبکه سربازان ضد جنگ و همبستگی یکدیگر تشکیل شد. سربازان کهنه عراقی در برابر جنگ یک رویداد سرباز زمستانی را از ۱۳مارس تا ۱ مارس۲۰۰۸ برگزار کرد که در آن کهنه سربازان آمریکایی از تجربیات خود در طول جنگ عراق صحبت کردند. شبکه رادیویی پاسیفیکا به‌طور زنده برنامه را پخش کرد، و پخش صوتی و تصویری رویداد نیز در دسترس است. جان بونیفاز به نمایندگی از ۱۲عضو کنگره و خانواده‌های مختلف نظامی به منظور تلاش برای توقف جنگ عراق شکایت کرد.
با استفاده از نمونه قهوه مقاومت در طول جنگ ویتنام برخی از جانبازان جنگ عراق قهوه‌خانه‌های ضد جنگ را در نزدیکی پایگاه‌های نظامی تأسیس کرده‌اند تا به عنوان منابعی برای سربازان مخالف جنگ عراق عمل کنند. دو نمونه عبارتند از زیر کافه هود نزدیک فورت هود و قهوه قوی نزدیک پایگاه مشترک لوییس-مک کورد.

### مخالفان کنگره

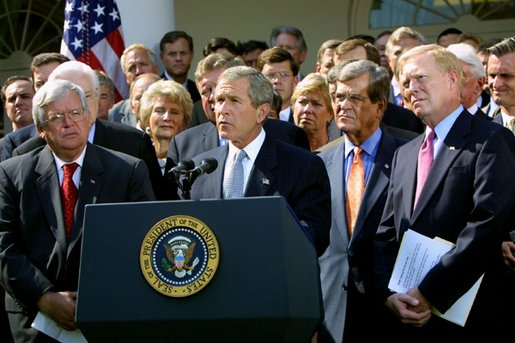
پرزیدنت جورج بوش، احاطه شده توسط رهبران مجلس نمایندگان و سنا، اعلام کرد قطعنامه مشترک برای اجازه استفاده از نیروهای مسلح ایالات متحده علیه عراق، ۲ اکتبر ۲۰۰۲.

نظر کنگره ایالات متحده منتهی به جنگ عراق عموماً طرفدار راه حل دیپلماتیک بود، در حالی که از مداخله نظامی در صورت شکست دیپلماسی حمایت می‌کرد. قطعنامه ۱۱ اکتبر۲۰۰۲ که به پرزیدنت بوش اجازه استفاده از زور در عراق را می‌داد با ۷۷رای موافق در مقابل ۲۳رای موافق در سنا و ۲۹۶رای موافق در مقابل ۱۳۳رای مخالف مجلس نمایندگان به تصویب رسید. از مخالفان اصلی این قطعنامه، سناتورها راس فینگولد و ادوارد کندی بودند.
با پیشرفت جنگ و تبدیل شدن شورش به جنگ داخلی در عراق، حمایت کنگره از کمپین عراق کم شد. در ۱۷ نوامبر ۲۰۰۵، زمانی که نماینده جان مورتا، کهنه سرباز جنگ ویتنام که به مجوز جنگ رای داد و به‌طور گسترده به عنوان حامی سرسخت ارتش شناخته می‌شود، قطعنامه ای را ارائه کرد که در آن خواستار استقرار مجدد نیروهای آمریکایی در عراق شد. اولین تاریخ عملی" برای ایستادن به عنوان یک نیروی واکنش سریع در پایگاه‌های ایالات متحده در کشورهای همسایه مانند کویت.
از زمان معرفی قطعنامه مورتا، بسیاری از اعضای کنگره، به خصوص در حزب دموکرات، در کنار استراتژی خروج مرحله ای نیروهای ائتلاف. در جلسه کنگره۲۰۰۷, منتقدان جنگ به دنبال کراوات تخصیص جنگ اضافی به یک جدول زمانی خاص برای خروج. در ۲۳ مارس۲۰۰۷ مجلس نمایندگان لایحه هزینه‌های عراق را تصویب کرد که نیاز به خروج نیروها از مارس۲۰۰۸ دارد و بیشتر نیروهای ایالات متحده تا ۳۱ اوت۲۰۰۸ از عراق خارج می‌شوند.
منتقدان کنگره از جنگ همچنین با طرح پرزیدنت بوش برای اعزام ۲۰۰۰۰سرباز آمریکایی به عراق مخالفت کرده‌اند. در ۱۰ ژانویه۲۰۰۷، سناتور دیک دوربین پاسخ دموکرات‌ها را به این طرح داد و گفت: «ما به عراقی‌ها خیلی داده‌ایم… اکنون در سال چهارم این جنگ، زمان آن فرا رسیده‌است که عراقی‌ها بایستند و از ملت خود دفاع کنند.»

### مخالفت نامزدهای ریاست جمهوری
جنگ عراق موضوع تعیین‌کننده مبارزات انتخاباتی ریاست جمهوری آمریکا درسال۲۰۰۴ بود. همه نامزدهای جمهوری‌خواه و اکثر نامزدهای دموکرات ازجنگ حمایت کردند، اگرچه اکثر دموکرات‌ها نیز از پیگرد قانونی جنگ انتقاد کردند.
جان کری نامزد دموکراتیک برای رئیس جمهور در سال۲۰۰۴, رای به اجازه حمله، و در طول مبارزات انتخاباتی خود گفت که او با رای خود ایستاده بود. وی همچنین در جریان مبارزات انتخاباتی استدلال کرد که «روشی که او (پرزیدنت بوش) بجنگ رفت اشتباه بود.»
در مبارزات انتخاباتی ریاست جمهوری۲۰۰۸ایالات متحده، نمایندگان نامزدها ران پل و دنیس کوچینیچ، سناتورها باراک اوباما، کریس داد و مایک گراول برخی از منتقدان صریح‌ترین جنگ عراق بودند. ران پل گفت که «جنگ در عراق با اطلاعات غلط به ما فروخته شد. این منطقه در حال حاضر خطرناک تر از زمانی است که ما وارد شده‌ایم. ما رژیمی را نابود کردیم که از دشمنان مستقیم و جهادی‌هایمان متنفر بود و هزاران نیروی جدید برایشان ایجاد کردیم. این جنگ بیش از ۳۰۰۰جان امریکایی و هزاران زخمی وصدها میلیارد دلار هزینه داشته‌است.»باراک اوباما (که بپیروزی درانتخابات ادامه داد) در زمان رای‌گیری قطعنامه جنگ عراق سناتور نبود اما بارها و بارها مخالفت خود را با این قطعنامه هم قبل و هم در دوران سناتوری خود ابراز کرده بود و در یک تظاهرات ضد جنگ در شیکاگو در ۲ اکتبر۲۰۰۲ گفت: "من مخالف همه جنگ‌ها نیستم. من مخالف جنگهای احمقانه هستم." او همچنین از "طول کشیدن نامشخص" صحبت کرد. هزینه نامشخص[و] عواقب نامشخص " که حتی یک جنگ موفق به همراه خواهد داشت. کریس داد به نفع قطعنامه جنگ عراق که در رای داد، اما کریس داد از سال۲۰۰۲ تبدیل به یک مخالف جنگ شد. کریس داد گفته‌است که جنگ عراق «به دلایل اشتباه» انجام شده‌است و هر دو را از بین می‌برد امنیت ملت و رهبری اخلاقی خود را.

### مخالفت وکلای متخصص در حقوق بین‌الملل
بنجامین فرنز، بازپرس جنایات جنگی نازی‌ها، در مصاحبه ای در ۲۵ اوت۲۰۰۶ پیشنهاد کرده‌است که نه تنها صدام حسین باید در دادگاه کیفری بین‌المللی محاکمه شود، بلکه جورج دبلیو بوش نیز باید در دادگاه کیفری بین‌المللی محاکمه شود، زیرا جنگ عراق توسط ارتش آمریکا آغاز شده‌است. آمریکا بدون مجوز شورای امنیت سازمان ملل متحد بنجامین فرنز مقدمه کتاب مایکل هاس، تحلیلگر سیاسی را نوشت، که در مورد اتهامات احتمالی دولت بوش به اتهام جنایات جنگی با عنوان جرج دبلیو بوش، جنایتکار جنگی؟ مسئولیت دولت بوش برای ۲۶۹جنایت جنگی صحبت کرد.

## مخالفت در کشورهای اروپایی

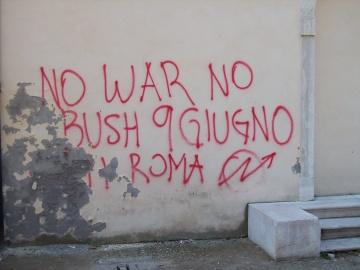
گرافیتی ضد جنگ در ونیز، ایتالیا.

در حوالی حمله به عراق در سال۲۰۰۳ و پس از آن اشغال عراق، داده‌های نظرسنجی نشان داد که مخالفت با اقدام نظامی علیه عراق در اروپا گسترده بود.

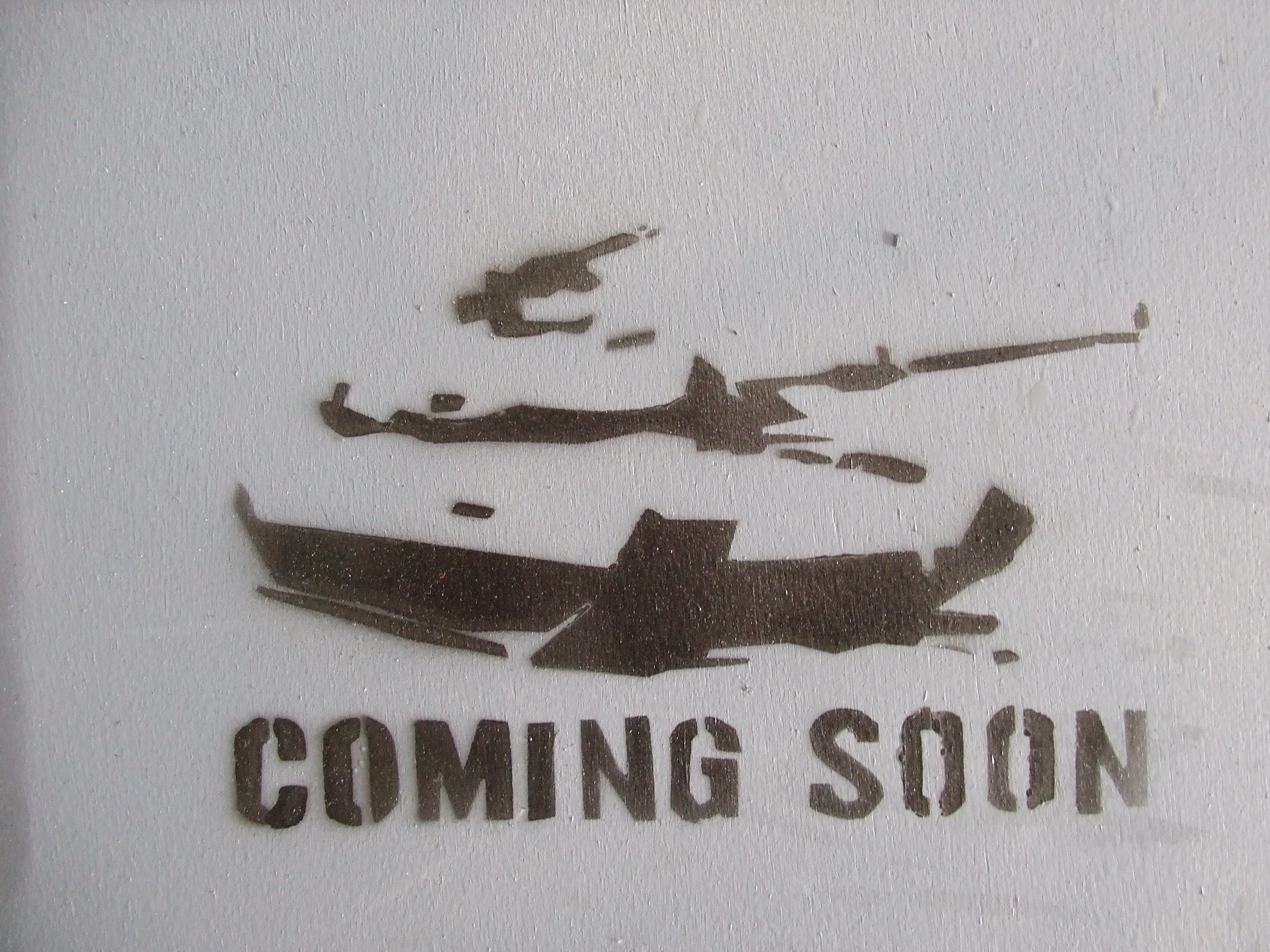
استنسیل تانک ضد جنگ

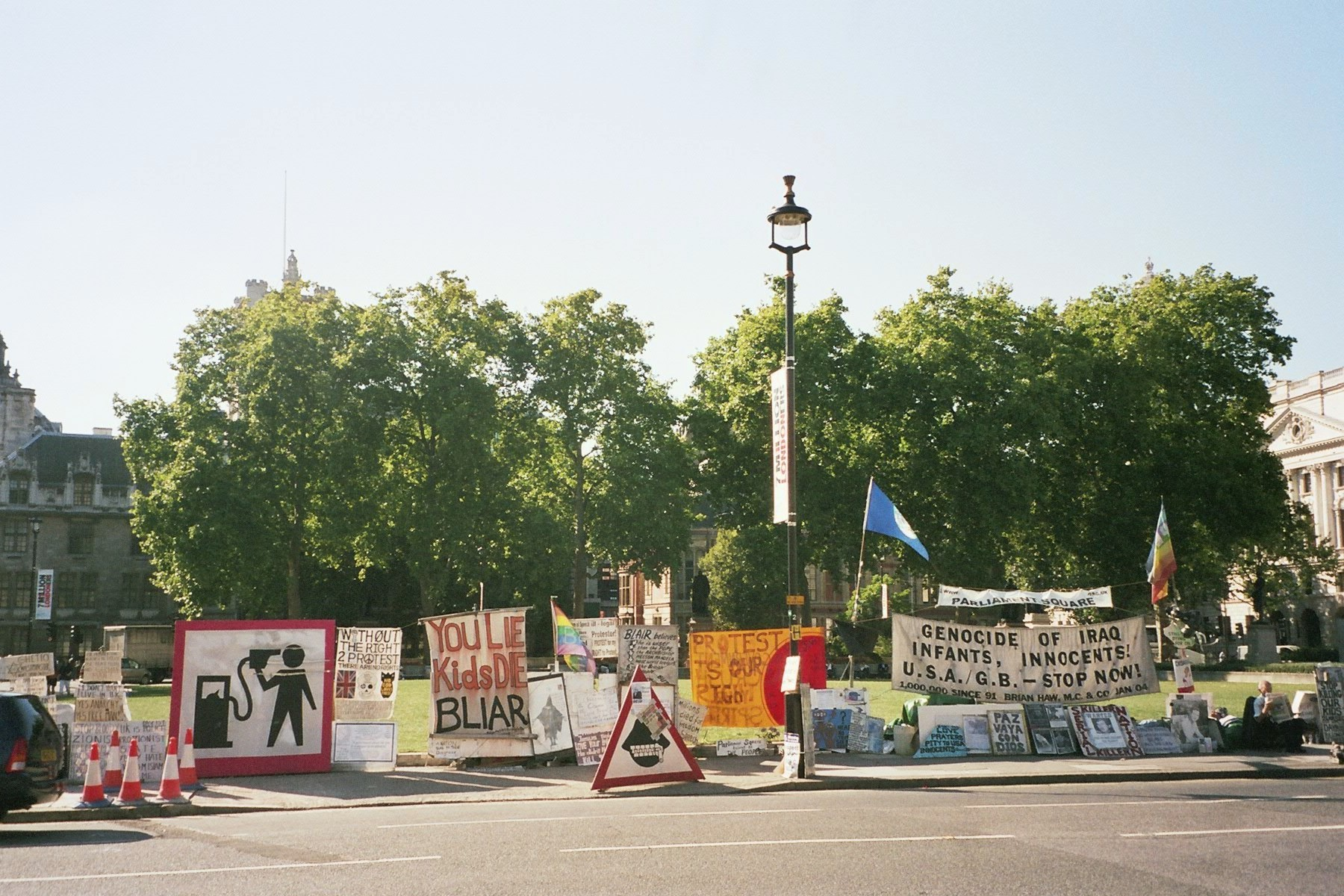
تظاهرات علیه جنگ، مقابل پارلمان بریتانیا

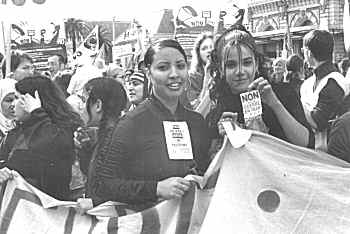
تظاهرات ضد جنگ در فرانسه

احساسات «ضد بوش» و ضد جنگ در بسیاری از کشورهای اروپای غربی منعکس شد، عموماً با مردمی که نسبت به موضع ایالات متحده کمتر دلسوز بودند، حتی زمانی که دولت در یک کشور خاص (مثلاً انگلستان یا ایتالیا) خود را با ایالات متحده متحد کرد. موقعیت نظرسنجی‌ها نشان می‌دهد که جمعیت مخالف جنگ هستند، مخالفت‌هایی که در اسپانیا و ایتالیا تا ۹۰درصد و همچنین در اروپای شرقی گسترده‌است. برخی معتقد بودند که دلیل نگاه منفی اتحادیه اروپا به جنگ، منافع اقتصادی اروپا در منطقه است. با این حال، رای‌دهندگان فرانسه و آلمان به شدت با جنگ مخالف بودند و برای دولت‌های آنها دشوار بود که این دیدگاه‌ها را منعکس نکنند.
پس از اولین قطعنامه سازمان ملل متحد، ایالات متحده و بریتانیا برای تصویب قطعنامه دوم که اجازه تهاجم را صادر می‌کرد، فشار آوردند. دولت‌های فرانسه و آلمان، از جمله، موضع گرفتند که فرایند بازرسی سازمان ملل باید تکمیل شود. دومینیک دو ویلپن، وزیر امور خارجه وقت فرانسه، به دلیل سخنرانی خود علیه جنگ عراق در سازمان ملل در ۱۴ فوریه۲۰۰۳ مورد تشویق شدید قرار گرفت. هیچ‌یک از این کشورها به عراق نیرو اعزام نکرده‌اند. با این حال، علی‌رغم افکار عمومی در کشورهای خود، دولت‌های ایتالیا و اسپانیا از جنگ از نظر سیاسی و نظامی حمایت کردند، اگرچه اسپانیا پس از انتخاب یک دولت سوسیالیست در سال ۲۰۰۴ این کار را متوقف کرد.
در بریتانیا، هم حزب حاکم کارگر و هم حزب اپوزیسیون رسمی محافظه کار طرفدار تهاجم بودند. لیبرال دموکرات‌ها بر قطعنامه سازمان ملل اصرار داشتند. در نتیجه با جنگ مخالفت کردند. در خارج از پارلمان، احساسات ضد جنگ گسترده‌تر بود: تظاهرات ۱۵ فوریه۲۰۰۳ در لندن بین۷۵۰۰۰۰ تا ۲۰۰۰۰۰۰هوادار از اقشار مختلف جامعه را به خود جلب کرد. سیاستمداران برجسته و افراد دیگری که دیدگاه‌های ضد جنگ ابراز می‌کردند عبارتند از: کن کلارک، نماینده حزب محافظه‌کار، چارلز کندی، منزیس کمبل، تونی بن، جورج گالووی، رهبر آینده حزب کارگر، جرمی کوربین، کریس مارتین، دیمون آلبارن، خانم دینامیت، و بیانکا جگر.

دو سیاستمدار برجسته حزب کارگر در مخالفت با جنگ از سمت خود استعفا دادند. رابین کوک، رهبر مجلس عوام، دو روز قبل از آغاز تهاجم در ۱۷ مارس از کابینه استعفا داد. وی در بیانیه ای دلایل استعفای خود را بیان کرد:
منافع ما نه بااقدام یکجانبه بلکه باتوافق چندجانبه و نظم جهانی که براساس قوانین اداره می‌شود ببهترین وجه محافظت می‌شود. با این حال، امشب مهمترین شراکت بین‌المللی برای ما ضعیف شده‌است: اتحادیه اروپا تقسیم شده‌است. شورای امنیت در بن‌بست است اینها تلفات سنگین جنگی است که هنوز گلوله ای درآن شلیک نشده‌است.»و «واقعیت این است که از بریتانیا خواسته می‌شود بدون توافق در هیچ‌یک از نهادهای بین‌المللی که ما پیشرو آن هستیم، جنگی را آغاز کند. شریک نه ناتو، نه اتحادیه اروپا و اکنون، نه شورای امنیت.»
کلر شورت، وزیر امور خارجه توسعه بین‌المللی، از قطعنامه دولت در مجلس عوام حمایت کرد و به مدت دوماه در کابینه ماند، اما در نهایت در ۱۲می استعفا داد.
الیزابت ویلمشرست، معاون مشاور حقوقی وزارت امور خارجه بریتانیا در ۲۰ مارس۲۰۰۳، سه روز پس از توصیه نهایی لرد گلداسمیت به دولت بریتانیا که نظر حقوقی خود را (در اولین یادداشت محرمانه لرد گلداسمیت ۱۰روز پیش از آن) مبنی بر اینکه تهاجم انجام شده بود، معکوس کرد، استعفا داد. بدون قطعنامه دوم شورای امنیت سازمان ملل متحد به قطعنامه۶۷۸ شورای امنیت غیرقانونی است.
نظرسنجی‌ها نشان می‌دهد که جمعیت تقریباً همه کشورها با جنگ بدون دستور سازمان ملل مخالف هستند و دیدگاه ایالات متحده به عنوان خطری برای صلح جهانی به‌طور قابل توجهی افزایش یافته‌است. کوفی عنان، دبیرکل سازمان ملل متحد، جنگ را غیرقانونی توصیف کرد و در مصاحبه‌ای در سپتامبر۲۰۰۴ گفت که این جنگ با شورای امنیت مطابقت ندارد.
نلسون ماندلا، رئیس‌جمهور سابق آفریقای جنوبی، نگرش ایالات متحده را پنج ماه قبل از تهاجم به عنوان «تهدیدی برای صلح جهانی» خواند. وی گفت که آنها پیام می‌دهند که «اگر از وتو در شورای امنیت می‌ترسید، می‌توانید بیرون بروید و اقدام کنید و حاکمیت کشورهای دیگر را زیر پا بگذارید». پیامی که «باید با شدیدترین عبارات محکوم شود.»

## مخالفان مذهبی
در ۱۳ سپتامبر۲۰۰۲، اسقف‌های کاتولیک ایالات متحده نامه‌ای را به پرزیدنت بوش امضا کردند که در آن اعلام شد هرگونه استفاده پیشگیرانه و یکجانبه از نیروی نظامی برای سرنگونی دولت عراق در آن زمان قابل توجیه نیست. آنها با ارزیابی اینکه آیا حمله بعراق معیارهای یک جنگ عادلانه را که توسط الهیات کاتولیک تعریف شده‌است یا خیر، به این موضع رسیدند.
کشیش جسی جکسون، رهبر حقوق مدنی ایالات متحده، تهاجم برنامه‌ریزی شده را محکوم کرد و در فوریه۲۰۰۳ گفت که برای توقف جنگ دیر نشده‌است و مردم «باید تا زمانی که اعلامیه صلح و آشتی صورت گیرد راهپیمایی کنند.»
واتیکان نیز علیه جنگ در عراق صحبت کرد. اسقف اعظم رناتو رافائله مارتینو، فرستاده سابق سازمان ملل و بخشدار فعلی شورای عدالت و صلح، بخبرنگاران گفت که جنگ علیه عراق یک جنگ پیشگیرانه است و یک «جنگ تجاوزکارانه» است و بنابراین یک جنگ عادلانه نیست. اسقف اعظم ژان لوئی تاوران، وزیر امور خارجه، ابراز نگرانی کرد که جنگ در عراق احساسات ضد مسیحی را در جهان اسلام شعله‌ور کند. در ۸ فوریه۲۰۰۳، پاپ ژان پل دوم گفت: «ما هرگز نباید از خود استعفا دهیم، تقریباً انگار جنگ اجتناب ناپذیر است.» او دوباره در ۲۲ مارس۲۰۰۳، اندکی پس از شروع تهاجم، سخن گفت و گفت که خشونت و اسلحه «هرگز نمی‌تواند مشکلات انسان را حل کند.»
هر دو اسقف اعظم کانتربری، جورج کری، و جانشین او، روآن ویلیامز، علیه جنگ با عراق صحبت کردند.
کمیته اجرایی شورای جهانی کلیساها، سازمانی به نمایندگی از کلیساها با اعضای مجموع بین ۳۵۰میلیون تا ۴۵۰میلیون مسیحی از بیش از ۱۰۰کشور، بیانیه ای در مخالفت با جنگ با عراق صادر کرد و بیان کرد که «جنگ علیه عراق غیراخلاقی، نابخردانه و ناقض اصول منشور ملل متحد خواهد بود.»
جیم والیس از مجله مهاجران استدلال کرده‌است که در میان مسیحیان انجیلی و کاتولیک‌ها، «اکثر ارگان‌های کلیسا در سراسر جهان» با جنگ مخالف بودند. رائلیان همچنین به جنگ اعتراض کردند و تظاهراتی را ترتیب دادند که در آن تابلوهایی در دست داشتند که روی آن نوشته شده بود «جنگ نیست»... موجودات فرازمینی نیز صلح می‌خواهند!»

## تظاهرات علیه جنگ عراق

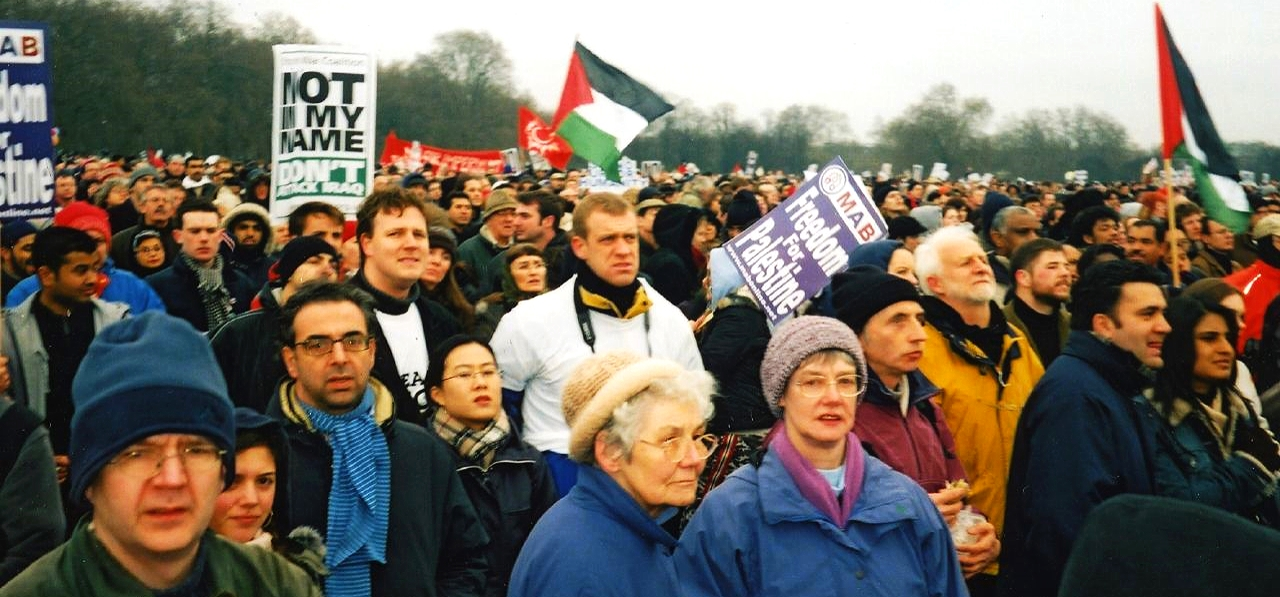
معترضان ضد جنگ در لندن در ۱۵ فوریه ۲۰۰۳

مخالفت مردمی در سراسر جهان با جنگ عراق از سال۲۰۰۲ به هزاران تظاهرات علیه حمله به عراق منجر شده‌است. آنها در بسیاری از شهرهای جهان برگزار می‌شدند و اغلب هماهنگ می‌شدند تا به‌طور همزمان در سراسر جهان برگزار شوند. پس از تظاهرات همزمان، در ۱۵ فوریه۲۰۰۳، که بیشترین مشارکت مردمی بود، پاتریک تایلر نویسنده نیویورک تایمز ادعا کرد که آنها نشان دادند که دو ابرقدرت روی کره زمین وجود دارد: ایالات متحده و افکار عمومی جهان. با نزدیک‌تر شدن جنگ، گروه‌های دیگر شمع‌افروزی کردند و دانش‌آموزان مدرسه را ترک کردند.
تظاهرات ۱۵ فوریه۲۰۰۳ در سراسر جهان میلیون‌ها نفر را در سراسر جهان به خود جلب کرد. به‌طور کلی تخمین زده می‌شود که بیش از ۳میلیون نفر در رم، بین یک تا دو میلیون نفر در لندن، بیش از ۶۰۰۰۰۰نفر در مادرید، ۳۰۰۰۰۰نفر در برلین، و همچنین در دمشق، پاریس، نیویورک، اسلو، استکهلم، بروکسل، ژوهانسبورگ، مونترال بیش از ۶۰۰شهر در کل، در سراسر جهان. این تظاهرات در سال۲۰۰۴ در رکوردهای جهانی گینس بعنوان بزرگترین جنبش اعتراضی توده ای در تاریخ ثبت شد.

## حمایت از مقاومت و شورش عراق
در کشورهای توسعه‌یافته، در میان مخالفان حمله آمریکا و متعاقباً اشغال عراق، بحث‌هایی در مورد چگونگی ارتباط با نیروهای داخل عراق وجود داشته‌است. این احتمال وجود دارد که عراق برای تلاش‌های آمریکا درجنگ بدینار پرداخته باشد.
قبل از تهاجم، در حالی که متهم کردن مخالفان به حمایت عینی، اگر نگوییم عمدی، از صدام معمول بود، هیچ‌یک از سازمان‌های بزرگ ضدجنگ هیچ حمایتی از او، هرچند محدود، اعلام نکردند. پس از تهاجم و سرنگونی رژیم صدام، برخی از مخالفان رژیم صدام، اکنون از ادامه اشغالگری ایالات متحده حمایت می‌کنند و استدلال می‌کنند که مداخله ایالات متحده این کشور را موظف به ایجاد ثبات در کشور کرده‌است. با این حال، کسانی که مخالف حضور ایالات متحده بودند، باید رویکرد خود را در قبال شورش مسلحانه در حال توسعه و مخالفت مسالمت آمیز با اشغالگری که توسط گروه‌هایی مانند حزب کمونیست کارگری عراق (WCPI) انجام می‌شود، تعیین می‌کردند.
شدیدترین شکاف در مورد حمایت از شورش بوده‌است. از میان سازمان‌های اصلی ضد جنگ غربی، متحد برای صلح و عدالت هرگز از شورش حمایت نکرده‌است، اما برای توقف جنگ و پایان دادن به نژادپرستی و ائتلاف توقف جنگ موضعی دوسوگراتر در مورد این موضوع دارند. از گروه‌های کوچکتری که در این ائتلاف‌ها شرکت می‌کنند، هیچ‌کدام از بمب‌گذاری‌های انتحاری غیرنظامیان عراقی حمایت نمی‌کنند، اما برخی از آنها از خشونت علیه سربازان ائتلاف حمایت می‌کنند.
در کنفرانسی در سال۲۰۰۴ در ژاپن، اریک رودر، از سازمان بین‌المللی سوسیالیست مستقر در ایالات متحده، پرونده ای را برای حمایت از چریک‌ها ارائه کرد. رودر با استناد به ماهیت غیرمتمرکز و داخلی شورش،این واقعیت که اکثریت واضح حملات علیه نیروهای آمریکایی و بریتانیایی انجام می‌شود،و همچنین ادعا کرد که عراق از شورش‌های خشونت‌آمیز حمایت گسترده‌ای دارد، استدلال می‌کند که آرمان و روش‌های شورشیان در کل عادلانه و مستحق حمایت است. او مدعی است که حق تعیین سرنوشت عراق مانع از آن می‌شود که مخالفان غربی اشغال شرایطی را برای حمایت از مقاومت عراق قرار دهند و استدلال می‌کند که «اگر مقاومت عراق آمریکا را از عراق بیرون کند، این یک شکست بزرگ برای بوش خواهد بود.» این یک پیروزی بزرگ برای طرف ما خواهد بود و انتخاب یک هدف جدید در خاورمیانه یا جاهای دیگر ایالات متحده را برای تلاش برای تحمیل اراده خود بسیار دشوارتر می‌کند.»
ساتو کازویوشی، رئیس جنبش ژاپن برای سوسیالیسم دموکراتیک، خلاف این را استدلال می‌کند. او در گزارشی از بحث در کنفرانس سال۲۰۰۴ می‌نویسد: «ما نمی‌توانیم از آنها حمایت کنیم یا همبستگی خود را به آنها تعمیم دهیم، به این دلیل که استراتژی آنها بسیاری از شهروندان عراقی مهمتر از همه، زنان را حذف می‌کند و به غیرنظامیان آسیب زیادی وارد می‌کند. جامعه آینده عراق را تحت یک دیکتاتوری اسلامی قرار خواهد داد.» او به نوبه خود از محمود کتابچی از حزب کمونیست کارگری عراق استناد می‌کند که گروه‌های چریکی عراقی را به خاطر ارتباطات بعثی و اسلام گرایان مورد انتقاد قرار می‌دهد و بدیدگاه رودر بعنوان یک "ناسیونالیسم چپ" حمله می‌کند که اختلافات در داخل عراق را نادیده می‌گیرد. کتابچی در مقابله با این پاسخ که بهترین راه برای اطمینان از تسلط نیروهای مترقی و نه ارتجاعی بر عراق پس از اشغال، این است که مترقیان در مبارزه با اشغال پیشتاز باشند، کتابچی استدلال می‌کند که به دلیل شرایط کنونی عراق این امکان وجود ندارد. با این حال، او مدعی است: «ما مجبور نیستیم بین نیروهای مرتجع آمریکا و عراق یکی را انتخاب کنیم. مخالفت با ایالات متحده بخودی خود یک موضع مترقی نیست. آنچه مهم است نوع آینده ای است که این اپوزیسیون نمایندگی می‌کند و اهدافی که دنبال می‌کند." آلترناتیو سوم توسط چیزی که کازویوشی "مقاومت مدنی" می‌نامد نشان داده می‌شود.

## محکومیت رسمی
۵۵کشور و اتحادیه زیر به‌طور رسمی به پیگرد قانونی این جنگ اعتراض کرده‌اند. آنها اصولاً با جنگ عراق مخالف هستند و دربرخی موارد به این موضوع اشاره می‌کنند که آن را غیرقانونی می‌دانند و درمواردی دیگر بدستور سازمان ملل نیاز دارد.

## نقل قول‌ها
- «گزینه جنگ در ابتدا می‌تواند سریع‌ترین به نظر برسد. اما فراموش نکنیم که پس از پیروزی در جنگ، صلح باید ایجاد شود.» دومینیک دو ویلپن، وزیر خارجه فرانسه، در شورای امنیت سازمان ملل متحد در ۱۴ فوریه2003[۷۵]
- «تا حدی خروج صدام حسین یک چیز مثبت بود. اما واکنش‌هایی مانند بسیج مردان و زنان اسلام در تعدادی از کشورها را نیز برانگیخت که جهان را خطرناک تر کرده‌است.» رئیس‌جمهور فرانسه ژاک شیراک، ۱۷نوامبر2004[۷۶]
- اشتباه نکنید، هدف نهایی رژیم‌های بوش و بلر چیزی جز «سلطه جهانی یا جهانی» نیست. عراق تنها یک پله در این راه است.» دیوید کمیسیگ (سیاستمدار باربادوس)[۷۷]
- «عراق در ۱۱–۹ شرکت نداشت، عراق یک کشور تروریستی نبود. اما اکنون که کشور را نابود کرده‌ایم، مرزها باز است، آزادی‌خواهان از کشورهای دیگر وارد می‌شوند و با رفتن به یک کشور اسلامی تروریسم بیشتری ایجاد کرده‌اند، کشور را ویران کرده‌اند و مردم بی‌گناه آن کشور را می‌کشند.» سیندی شیهان (فعال آمریکایی ضد جنگ)، مصاحبه با مارک نالر از ان بی سی نیوز، پس از ورود او به کرافورد، تگزاس در ۶ اوت 2005[۷۸][۷۹]